# Mark Lawrence (spisovatel)
Mark Lawrence (* 1966 Champagne-Urbanan, Illinois) je americko-britský spisovatel, který je autorem trilogie Roztříštěná říše. V roce 2014 získal David Gemmell Legend Awards za nejlepší román Trnový císař.

## Životopis
Mark Lawrence se narodil v roce 1966 ve Spojených státech amerických. Když mu byl jeden rok, přestěhoval se s rodiči do Spojeného království.
Je ženatý a má čtyři děti. Pečuje o své zdravotně postižené dítě Celyn a z tohoto důvodu nemůže cestovně podporovat jeho knihy nebo se účastnit soutěží a konferencí. Pracuje jako spisovatel a byl výzkumný vědec v oblasti umělé inteligence. Měl tajnou prověrku s vládou Spojených států amerických a Velké Británie.

### Knižní sérieRoztříštěná říše
- Trnový princ – leden 2013 (Prince of Thorns – 2. srpna 2011)
  - Select Mode – 1. ledna 2014
- Trnový král – březen 2015 (King of Thorns – 7. srpna 2012)
  - Sleeping Beauty – červen 2013
- Trnový císař – červen 2016 (Emperor of Thorns – 6. srpna 2013)
  - Road Brothers – 6. června 2013
- The Secret: A Broken Empire Tale – 25. srpna 2015

### Knižní sérieVálka Červené královny
- Princ bláznů – 2016 (Prince of Fools – 3. června 2014)
- Lhářův klíč – kniha bude v České republice teprve vydána (The Liar's Key – 2. června 2015)
- The Wheel of Osheim (2. června 2016)

### Knižní sérieBook of the Ancestor
- Red Sister- Rudá sestra – 4. dubna 2017
- Gray Sister - Šedá sestra - 2018
- Holy Sister- Svatá sestra - 2019

### Ostatní
- Gunlaw
- Locked In – 14. září 2011
- Fading Light: An Anthology of the Monstrous – 28. srpna 2012
- Dark Tide – 1. září 2012
- Quick – 8. ledna 2013
- Triumph Over Tragedy: an Anthology for the Victims of Hurricane Sandy – 8. ledna 2013
- Unfettered – 21. června 2013
- Neverland's Library – 20. dubna 2014
- During the Dance – 29. června 2014
- Fantasy-Faction Anthology – 13. září 2014
- Dream-Taker's Apprentice – 13. září 2014
- Grimdark Magazine: Issue #1 – 14. října 2014
- Legends 2: Stories in Honour of David Gemmell – 1. ledna 2015
- Blackguards: Tales of Assassins, Mercenaries, and Rogues – 26. dubna 2015
- Unbound – 15. října 2015
- Blood of the Red – 2016